# Diocesi di Alessandria
La diocesi di Alessandria (in latino Dioecesis Alexandrina Statiellorum) è una sede della Chiesa cattolica in Italia suffraganea dell'arcidiocesi di Vercelli e appartenente alla regione ecclesiastica Piemonte. Nel 2023 contava 140.000 battezzati su 152.900 abitanti. È retta dal vescovo Guido Gallese.

## Territorio
Il territorio della diocesi è interamente distribuito sulla provincia di Alessandria e comprende i comuni di Alessandria, Borgoratto Alessandrino, Carentino, Casal Cermelli, Predosa, Castelspina, Bassignana, Rivarone, Valenza, Alluvioni Cambiò, Isola Sant'Antonio, Castellazzo Bormida, Felizzano, Quargnento, Frugarolo, Oviglio, Pietra Marazzi, Gamalero, Pecetto di Valenza, Montecastello, Bosco Marengo, Pasturana, Piovera, Tassarolo, Frascaro, Solero e Capriata d'Orba.
La diocesi confina a nord con la diocesi di Casale Monferrato, ad ovest con la diocesi di Asti, a sud-ovest la diocesi di Acqui, a sud, per breve tratto, con l'arcidiocesi di Genova e ad est con la diocesi di Tortona.
Sede vescovile è la città di Alessandria, dove si trova la cattedrale dei Santi Pietro e Marco.

### Zone, unità pastorali e parrocchie
La diocesi è composta da 74 parrocchie distribuite su un territorio di 753 km² ed è divisa in 4 zone pastorali accorpando le precedenti 7, e con il decreto episcopale dato in Alessandria l’11 novembre 2022, sono inoltre state identificate 9 unità pastorali:
1. Zona pastorale "Alessandria"
  1. unità pastorale Sette Chiese che comprende 7 parrocchie;
  2. unità pastorale Spalti che comprende 6 parrocchie;
  3. unità pastorale Cristo che comprende 3 parrocchie;
2. Zona pastorale "Valenza - Po"
  1. unità pastorale Valenza che comprende 15 parrocchie;
3. Zona pastorale "Marengo – Fraschetta"
  1. unità pastorale Fraschetta-Marengo che comprende 11 parrocchie;
  2. unità pastorale Lungotanaro che comprende 6 parrocchie;
4. Zona pastorale "Fiumi"
  1. unità pastorale Orba che comprende 8 parrocchie;
  2. unità pastorale Bormida che comprende 12 parrocchie;
  3. unità pastorale Tanaro che comprende 6 parrocchie.

## Storia

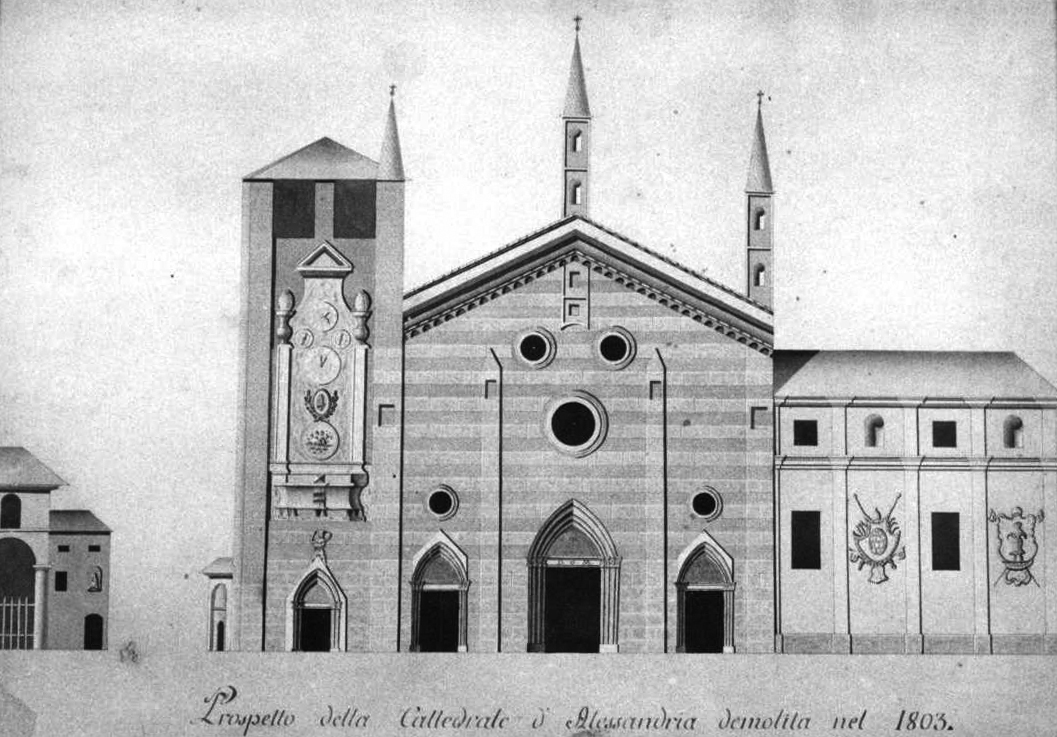
Facciata dell'antica Cattedrale di San Pietro demolita nel 1803 su ordine di Napoleone Bonaparte.

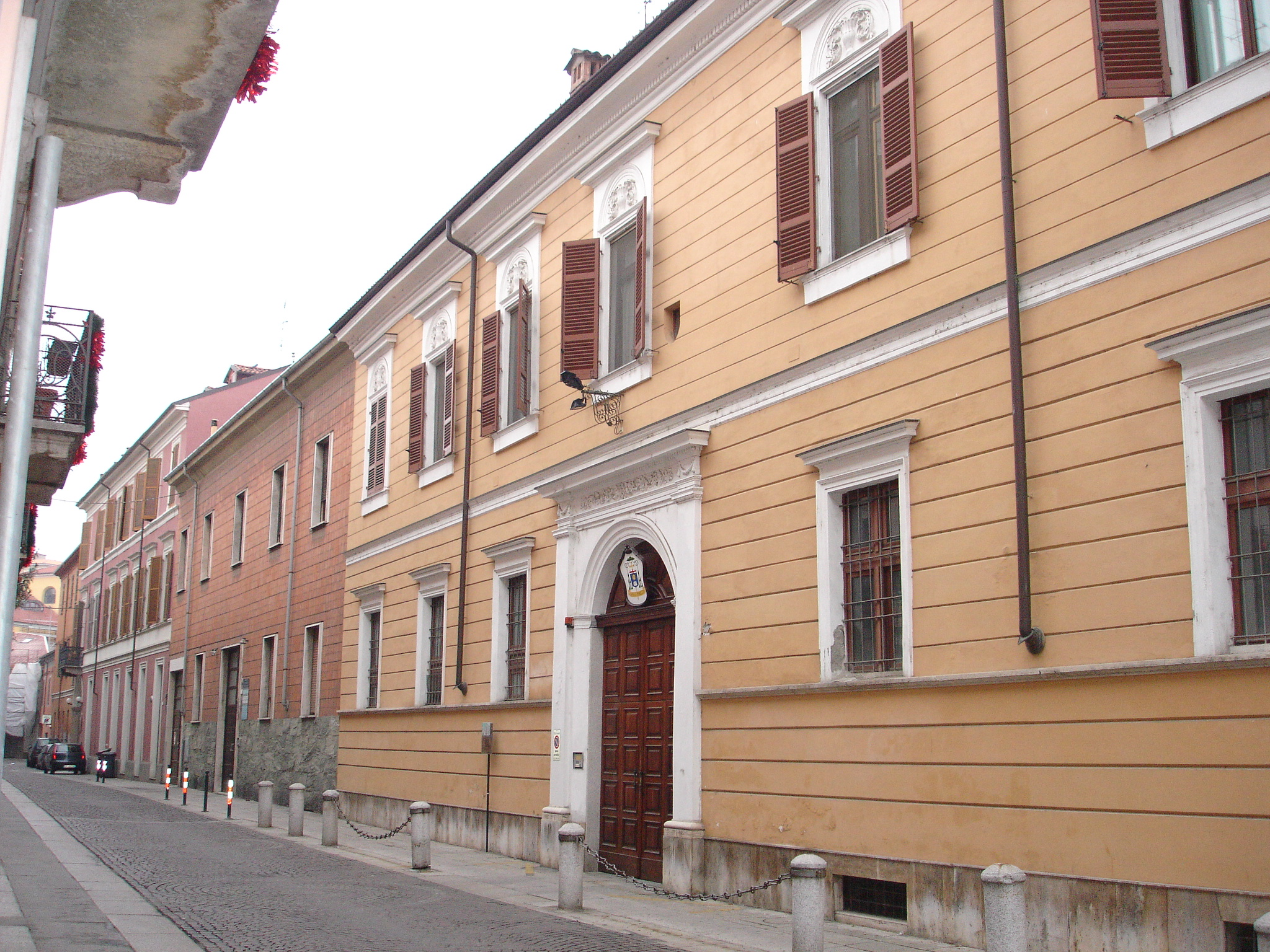
Palazzo Inviziati, residenza del vescovo di Alessandria.

La diocesi venne eretta nel 1175 per volere di papa Alessandro III, a cui era stata dedicata la città, con la bolla Sacrosanctæ Romanæ Ecclesiæ, con la quale il pontefice onora con la dignità episcopale «la chiesa e la città che è stata costituita in onore di San Pietro e per utilità e gloria di tutta la Lombardia».
Successivamente, con il breve De novitate del 30 gennaio 1176 Alessandro III si scusa di aver eletto motu proprio il vescovo e dichiara che questo non deve pregiudicare in futuro il diritto di nomina che spetta al capitolo della cattedrale. La nuova diocesi è resa suffraganea dell'arcidiocesi di Milano.
L'estensione della diocesi originaria era pressoché simile a quella odierna, tranne per il confine orientale con la diocesi di Tortona che non aveva una precisa delimitazione.
Nel breve  Congruam officii al vescovo Ottone (18 luglio 1178 oppure 1180), Alessandro III confermava la costituzione del capitolo dei canonici della Cattedrale di San Pietro, attuata da Ottone, e riconosceva alla giovane Chiesa alessandrina tutti i suoi possedimenti.
La vita della diocesi, nei suoi primi decenni, fu molto travagliata per discordie di giurisdizione con la diocesi di Acqui, dal cui territorio era nata la sede alessandrina. Papa Alessandro diede incarico all'arcivescovo milanese Algisio di unire le due sedi sotto il vescovo di Acqui, ma per l'opposizione sia di Ottone che del vescovo di Acqui la disposizione non ebbe effetto. La diocesi alessandrina rimase vacante per lungo tempo.
Nel maggio 1205 papa Innocenzo III riprese in mano la questione, decidendo di dare attuazione alle disposizioni di Alessandro III. Fu rinnovata l'unione aeque principaliter delle due sedi con la bolla Cum beatus Petrus e il vescovo acquese Ugo Tornielli divenne anche vescovo di Alessandria, con l'obbligo di risiedere sei mesi in una città e sei mesi nell'altra. Ma i dissidi fra le due diocesi furono tali che alla fine, nel novembre 1213, Ugo Tornielli decise di dimettersi.

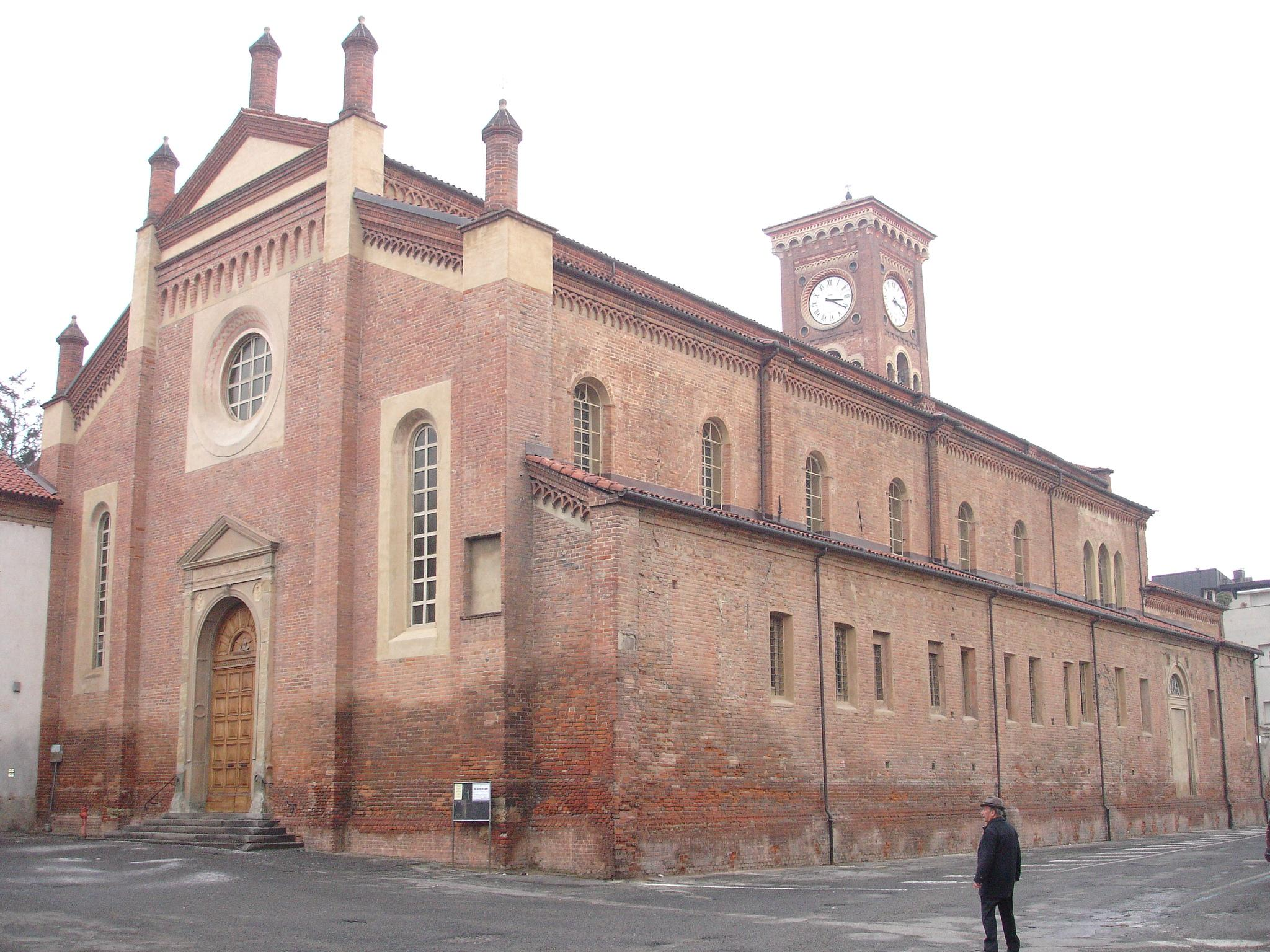
Chiesa di Santa Maria di Castello, Alessandria

Da questo momento Alessandria, benché ancora formalmente unita ad Acqui, non ebbe più vescovi propri; inizialmente fu governata dal capitolo della cattedrale e poi, dal 1235, dall'arcidiacono capitolare. Il vescovo di Acqui, alla cui sede era unita quella di Alessandria, non si preoccupò mai della Chiesa alessandrina, e, ad eccezione di un solo caso, nessuno dei vescovi acquesi portò mai la titolazione di vescovo di Alessandria.
Questo status quo durò fino a quando papa Innocenzo VII, con la bolla Sedis Apostolicae del 15 aprile 1405, riorganizzò la diocesi e nominò vescovo l'agostiniano Bertolino Beccari.
In occasione del riordino delle diocesi piemontesi voluto da Napoleone Bonaparte, la sede alessandrina si ampliò con il territorio delle soppresse diocesi di Bobbio, Tortona e Casale. Tuttavia Napoleone decise di trasformare la città di Alessandria in una delle roccaforti dell'impero; per esigenze militari furono perciò demolite la cattedrale e le strutture adiacenti. Questo impose il trasferimento a Casale della sede vescovile, con decreto del cardinale Caprara, plenipotenziario di papa Pio VII nell'impero francese, del 17 luglio 1805. Questo impose de facto la soppressione della diocesi di Alessandria e la sua ridenominazione in "diocesi di Casale".
La sede alessandrina stata ristabilita il 17 luglio 1817 con la bolla Beati Petri di Pio VII e nel contempo è divenuta suffraganea della nuova arcidiocesi di Vercelli.
Il 3 maggio 1936, con la lettera apostolica Cum in oppido, papa Pio XI ha proclamato San Pio V patrono secondario della diocesi.

## I titoli del Vescovo
Fino agli anni 1960, il vescovo di Alessandria portava, tra gli altri, il titolo nobiliare di conte, e il titolo onorifico di abate dei Santi Pietro e Dalmazzo. Più precisamente quest'ultimo è: "abate dell'insigne Collegiata dei Santi Pietro e Dalmazzo".
Secondo Giuseppe Chenna il titolo di conte è da far risalire al XV secolo, al vescovo Bertolino Beccari, il quale, come primo vescovo dopo il lungo periodo degli arcidiaconi, assunse tale titolo trasmesso poi a suoi successori. Non è dato sapere, però, né il motivo né il modo con i quali abbia acquistato questo diritto. Ludovico Antonio Muratori prova che altri vescovi, nello specifico quelli di Novara, Vercelli, Asti e Tortona l'ebbero per concessione degli imperatori. Il Muratori specifica che i vescovi italiani, intorno al X secolo, si adoperarono al fine di ottenere anche il potere temporale delle città che governavano spiritualmente. Non esistono prove che il vescovo Bertolino seguì questo solco, rimane il fatto che da lui il titolo di conte venne trasmesso ininterrottamente a tutti i suoi successori.
Per quanto risguarda il titolo di abate, si può dire sia stato il risultato di un divenire storico che affonda le sue radici in un periodo antecedente alla fondazione della città. San Pietro, detto di Bergoglio (o Borgoglio), dal nome del borgo oltre il fiume Tanaro nel quale si trovava, era un monastero benedettino che esisteva ben prima della formazione della città e di cui si ha la prima traccia in una bolla di papa Alessandro III del 1162. Viene in seguito data in commenda e nel 1520 Giulio de Medici, futuro papa Clemente VII e cugino del contemporaneo papa Leone X, soppresse il monastero benedettino sostituendolo con una collegiata secolare abbaziale.
La collegiata rimase nella sua chiesa in Bergoglio fino al 1728, quando dovette trasferirsi a seguito della demolizione dell'intero quartiere ordinata da re Vittorio Amedeo II per la costruzione della nuova cittadella militare. Approfittando di ciò e del fatto che l'abate Curioni era deceduto da otto mesi, quindi la dignità era vacante, papa Benedetto XIII con bolla del 22 aprile 1728 estinse la commenda abbaziale e la unì con i suoi redditi alla "mensa vescovile" ed è per questo che da quel momento il vescovo di Alessandria porta il titolo di abate della collegiata.

## Cronotassi dei vescovi
Si omettono i periodi di sede vacante non superiori ai 2 anni o non storicamente accertati.
- Arduino † (1175 - ?)

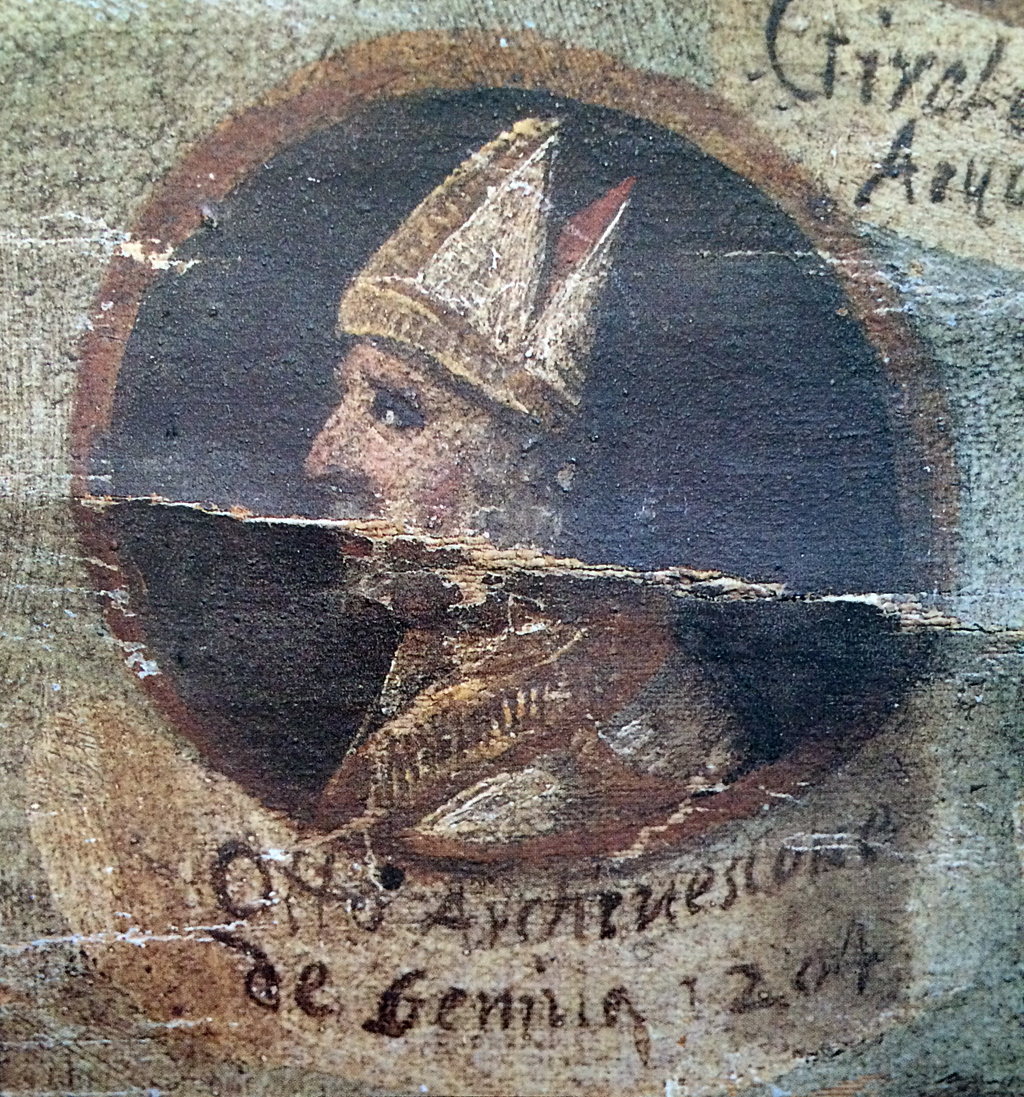
Il vescovo Ottone Ghilini

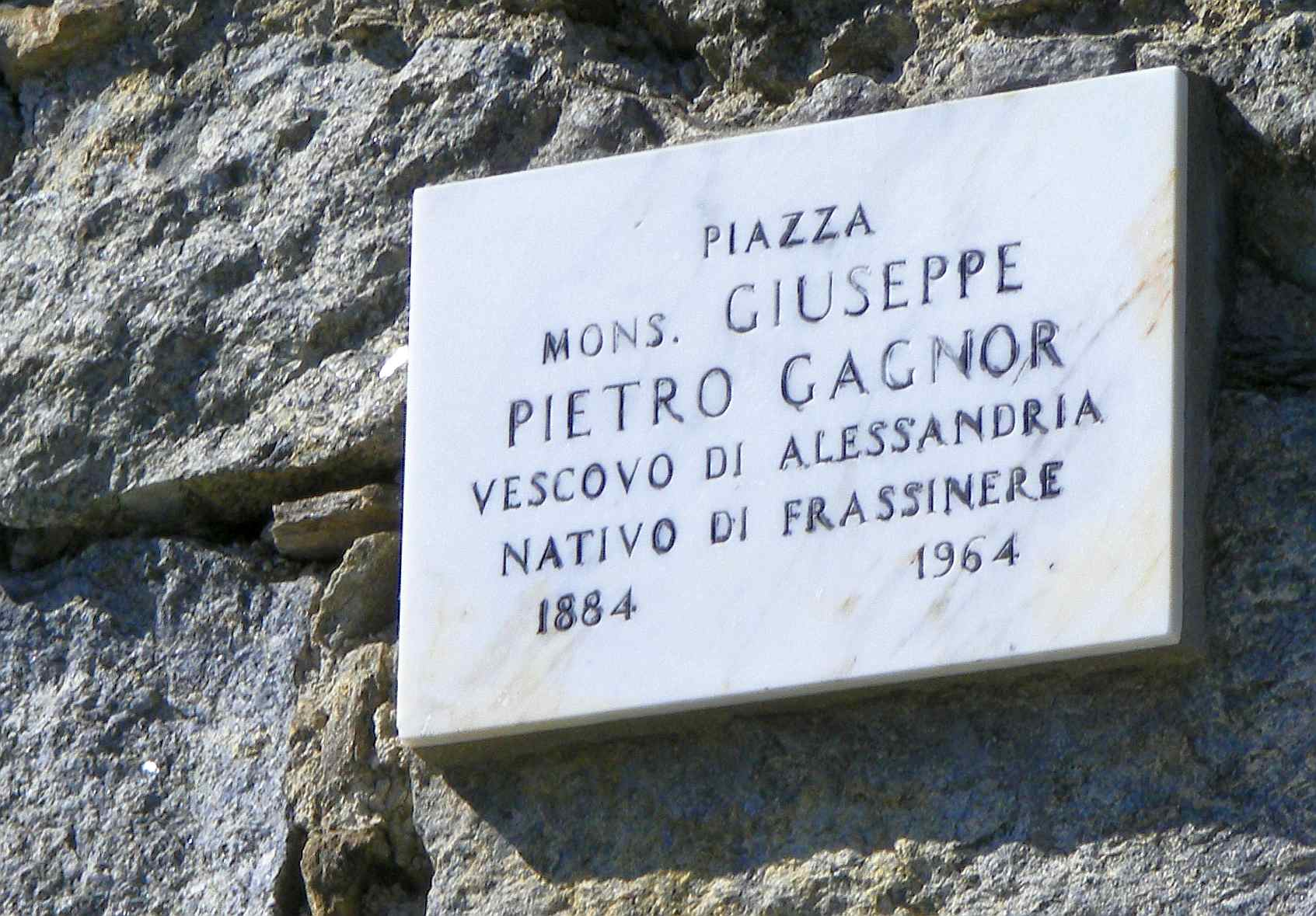
Lapide dedicata al vescovo Giuseppe Pietro Gagnor (Frassinere 1945-1964)

- Ottone Ghilini † (circa 1178 - 1185 nominato vescovo di Bobbio)
  - Sede vacante (1185-1205)
- Ugo Tornielli † (prima di agosto 1205 - 12 novembre 1213 dimesso)[22]
  - Sede unita ad Acqui (1213-1405)
  - Serie degli arcidiaconi alessandrini (1235–1405):
    - Bonifacio † (1235 - 1280)
    - Ascherio † (1280 - 1300)
    - Bertolino o Bartolomeo dal Pozzo † (1300 - 1321)
    - Odone Guasco † (1321 - 1347)
    - Antonio Guasco † (1347 - 1351)
    - Francesco dal Pozzo † (1351 - 1375)
    - Franceschino dal Pozzo † (1375 - 1400)
    - Arpino Colli † (1400 - 1405)
- Bertolino Beccari, O.E.S.A. † (15 aprile 1405 - 18 luglio 1417 deceduto)
- Michele Mantegazza, O.Carm. † (7 ottobre 1418 - 1425 sospeso[23])
  - Sede vacante[24] (1432 – 1441)
- Marco Marinone, O.S.A. † (16 febbraio 1441 - 1º giugno 1457 nominato vescovo di Orvieto)
- Marco Cattaneo de' Capitaneis, O.P. † (31 maggio 1457 - 1º marzo 1478 deceduto)
- Giovanni Antonio Sangiorgio † (14 aprile 1478 - 6 settembre 1499 nominato vescovo di Parma)
- Alessandro Guasco † (28 marzo 1500 - 9 agosto 1517 deceduto)
- Pallavicino Visconti † (23 luglio 1518 - 1534 dimesso)
- Lelio Ottaviano Guasco † (11 maggio 1534 - 27 aprile 1564 deceduto)
- Girolamo Gallarati † (9 giugno 1564 - 28 ottobre 1568 deceduto)
- Agostino Baglione † (9 marzo 1569 - 20 giugno 1571 deceduto[25])
- Guarnero Trotti † (27 agosto 1571 - 15 gennaio 1584 deceduto)
- Ottavio Paravicini † (5 marzo 1584 - 1596 dimesso)
- Giorgio Odescalchi † (10 maggio 1596 - 26 maggio 1610 nominato vescovo di Vigevano)
- Erasmo Paravicini † (14 marzo 1611 - 30 settembre 1640 deceduto)
- Francesco Visconti † (3 dicembre 1640 - 13 aprile 1643 nominato vescovo di Cremona)
- Deodato Scaglia, O.P. † (18 aprile 1644 - 9 marzo 1659 deceduto)
- Carlo Ciceri † (22 settembre 1659 - 13 maggio 1680 nominato vescovo di Como)
- Alberto Mugiasca, O.P. † (7 ottobre 1680 - 11 settembre 1694 deceduto)
- Carlo Ottaviano Guasco † (10 gennaio 1695 - 17 novembre 1704 nominato vescovo di Cremona)
- Filippo Maria Resta, C.R.L. † (15 dicembre 1704 - 31 marzo 1706 deceduto)
- Francesco Giuseppe Arborio di Gattinara, B. † (7 giugno 1706 - 25 giugno 1727 nominato arcivescovo di Torino)
- Carlo Vincenzo Maria Ferrero Thaon, O.P. † (30 luglio 1727 - 23 dicembre 1729 nominato vescovo di Vercelli)
- Giovanni Mercurino Antonio Arborio di Gattinara, B. † (23 dicembre 1729 - 28 settembre 1743 deceduto)
- Giuseppe Alfonso Miroglio † (16 marzo 1744 - 14 aprile 1754 deceduto)
- Giuseppe Tomaso de Rossi † (18 luglio 1757 - 20 maggio 1786 deceduto)
- Carlo Giuseppe Pistone † (15 settembre 1788 - 30 settembre 1795 deceduto)
- Vincenzo Maria Mossi † (27 giugno 1796 - prima del 29 maggio 1803 dimesso)
- Jean-Chrysostome de Villaret † (1º febbraio 1805 - 23 dicembre 1805 nominato vescovo di Casale Monferrato)
  - Sede soppressa (1805-1818)
- Alessandro d'Angennes † (16 marzo 1818 - 24 febbraio 1832 nominato arcivescovo di Vercelli)
- Dionigi Andrea Pasio † (15 aprile 1833 - 26 novembre 1854 deceduto)
  - Sede vacante (1854-1867)
- Giacomo Antonio Colli † (27 marzo 1867 - 1º novembre 1872 deceduto)
- Pietro Giocondo Salvaj † (23 dicembre 1872 - 1º marzo 1897 deceduto)
- Giuseppe Capecci, O.E.S.A. † (19 aprile 1897 - 16 luglio 1918 deceduto)[26]
- Giosuè Signori † (23 dicembre 1918 - 21 novembre 1921 nominato arcivescovo di Genova)
- Nicolao Milone † (21 novembre 1921 - 11 marzo 1945 deceduto)
- Giuseppe Pietro Gagnor, O.P. † (30 ottobre 1945 - 4 novembre 1964 deceduto)
- Giuseppe Almici † (17 gennaio 1965 - 17 luglio 1980 ritirato)
- Ferdinando Maggioni † (17 luglio 1980 - 22 aprile 1989 ritirato)
- Fernando Charrier † (22 aprile 1989 - 4 aprile 2007 ritirato)
- Giuseppe Versaldi (4 aprile 2007 - 21 settembre 2011 nominato presidente della Prefettura degli affari economici della Santa Sede)
- Guido Gallese, dal 20 ottobre 2012

## Santi e beati della diocesi

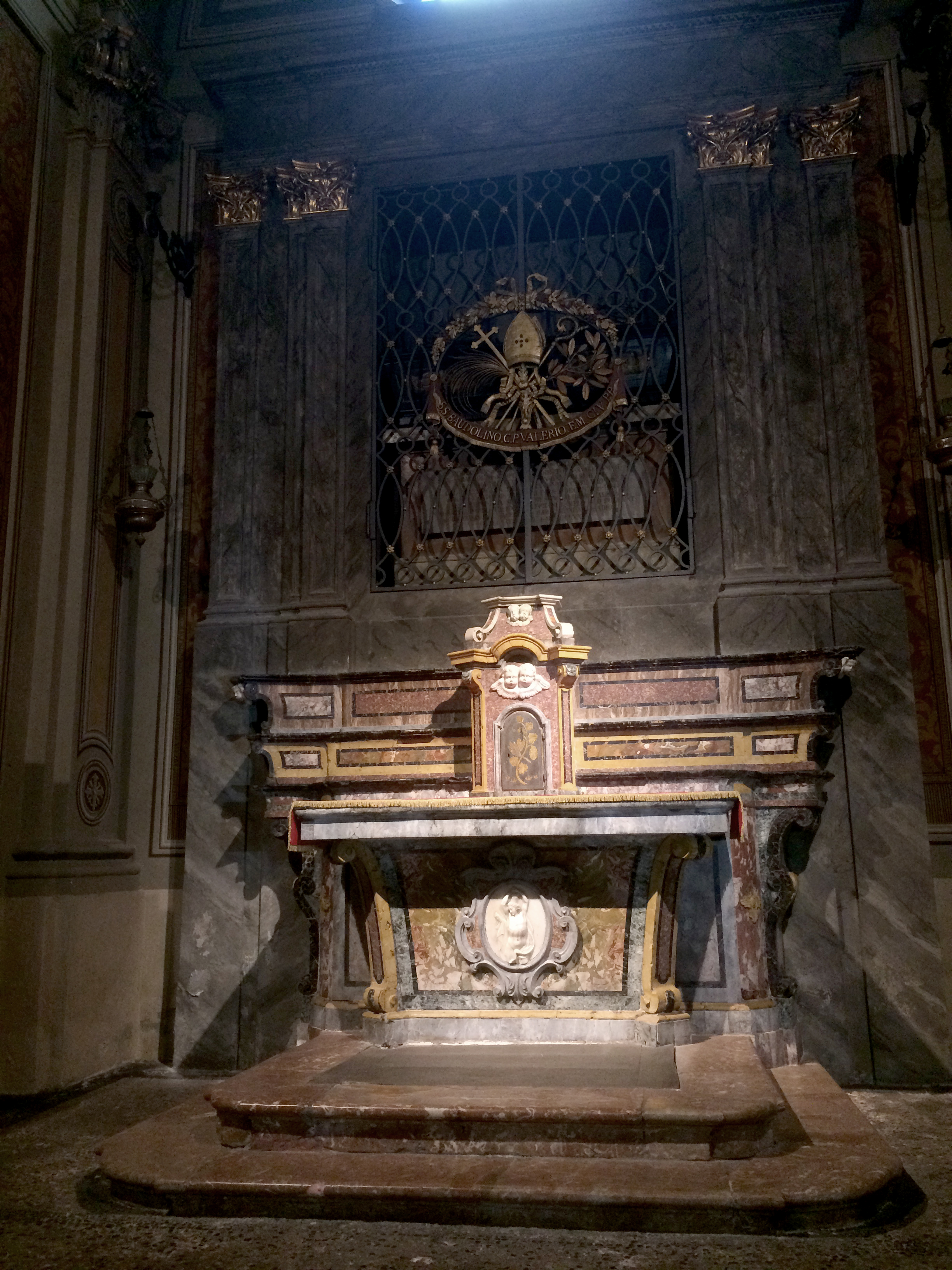
Cattedrale di Alessandria, cappella di san Baudolino, edicola con il sarcofago di san Baudolino posto sopra l'altare.

- San Baudolino, vescovo ed eremita. Patrono della città di Alessandria
- San Bruno da Solero, vescovo
- Sant'Ugo Canefri
- San Gregorio Maria Grassi, O.F.M., vescovo, e compagni, martiri
- San Paolo della Croce, religioso
- San Pio V, papa
- Beato Gerardo Cagnoli, religioso
- Beato Francesco Faà di Bruno, sacerdote
- Beata Madre Teresa Grillo Michel, Fondatrice delle Piccole suore della Divina Provvidenza
- Beato Tommaso da Alessandria, servita
- Beato Guglielmo Zucchi, sacerdote
- Serva di Dio Carolina Beltrami, sorella secolare dei Servi di Maria, fondatrice delle Suore Immacolatine
- Serva di Dio Madre Leonarda Boidi, superiora passionista
- Serva di Dio Madre Chiara Ricci, Fondatrice delle Suore Francescane Angeline

## Statistiche
La diocesi nel 2023 su una popolazione di 152.900 persone contava 140.000 battezzati, corrispondenti al 91,6% del totale.
| anno | popolazione | popolazione | popolazione | presbiteri | presbiteri | presbiteri | presbiteri                | diaconi | religiosi | religiosi | parrocchie |
| anno | battezzati  | totale      | %           | numero     | secolari   | regolari   | battezzati per presbitero | diaconi | uomini    | donne     | parrocchie |
| ---- | ----------- | ----------- | ----------- | ---------- | ---------- | ---------- | ------------------------- | ------- | --------- | --------- | ---------- |
| 1959 | 142.500     | 143.000     | 99,7        | 185        | 138        | 47         | 770                       |         | 41        | 123       | 65         |
| 1970 | 150.129     | 150.737     | 99,6        | 168        | 128        | 40         | 893                       |         | 46        | 450       | 70         |
| 1980 | 163.292     | 165.484     | 98,7        | 188        | 130        | 58         | 868                       | 1       | 70        | 400       | 76         |
| 1990 | 145.775     | 146.192     | 99,7        | 148        | 111        | 37         | 984                       | 1       | 44        | 280       | 75         |
| 1999 | 144.000     | 145.000     | 99,3        | 122        | 94         | 28         | 1.180                     | 9       | 36        | 287       | 75         |
| 2000 | 141.109     | 143.501     | 98,3        | 120        | 93         | 27         | 1.175                     | 11      | 36        | 261       | 75         |
| 2001 | 147.880     | 150.990     | 97,9        | 113        | 88         | 25         | 1.308                     | 10      | 32        | 265       | 75         |
| 2002 | 151.486     | 154.768     | 97,9        | 108        | 86         | 22         | 1.402                     | 11      | 27        | 222       | 75         |
| 2003 | 151.486     | 154.768     | 97,9        | 102        | 82         | 20         | 1.485                     | 10      | 22        | 204       | 75         |
| 2004 | 151.410     | 154.812     | 97,8        | 111        | 87         | 24         | 1.364                     | 10      | 30        | 197       | 75         |
| 2006 | 150.100     | 156.200     | 96,1        | 102        | 82         | 20         | 1.471                     | 13      | 26        | 192       | 75         |
| 2012 | 151.000     | 162.900     | 92,7        | 92         | 74         | 18         | 1.641                     | 9       | 22        | 182       | 75         |
| 2015 | 149.506     | 159.822     | 93,5        | 82         | 64         | 18         | 1.823                     | 9       | 21        | 145       | 75         |
| 2018 | 144.918     | 159.750     | 90,7        | 68         | 54         | 14         | 2.131                     | 9       | 18        | 137       | 74         |
| 2020 | 142.035     | 156.978     | 90,5        | 57         | 46         | 11         | 2.491                     | 7       | 12        | 123       | 74         |
| 2022 | 140.500     | 153.500     | 91,5        | 57         | 48         | 9          | 2.464                     | 7       | 10        | 119       | 74         |
| 2023 | 140.000     | 152.900     | 91,6        | 57         | 48         | 9          | 2.456                     | 7       | 10        | 119       | 74         |

### Storia, annalistica
- Girolamo Ghilini, Annali di Alessandria. Overo le cose accadute in essa città nel suo, e circonvicino territorio dell'anno dell'origine sua sino al 1659, Milano, Gioseffo Marelli, 1666.
- Giuseppe Antonio Chenna, Del vescovato, de' vescovi e delle chiese della città e diocesi d'Alessandria, Alessandria, Ignazio Vimercati, 1785. URL consultato il 31 dicembre 2022.
- Giuseppe Cappelletti, Le Chiese d'Italia dalla loro origine sino ai nostri giorni, Venezia, Giuseppe Antonelli, 1838. URL consultato il 31 dicembre 2022.
- (LA) Pius Bonifacius Gams, Series Episcoporum Ecclesiæ Catholicæ, Quotquot Innotuerunt a Beato Petro Apostolo, Ratisbona, 1873. URL consultato il 2 gennaio 2023.
- Fedele Savio, Gli antichi vescovi d'Italia. Il Piemonte, Torino, Fratelli Bocca Editori, 1898. URL consultato il 2 gennaio 2023.
- Giulio Ieni, La cattedrale antica, su diocesialessandria.it, Diocesi di Alessandria, 1988. URL consultato il 1º marzo 2015 (archiviato dall'url originale il 2 aprile 2015).
- Roberto Livraghi (a cura di), Gli Inizi della Chiesa Alessandrina (PDF), Alessandria, Diocesi di Alessandria, 2011. URL consultato il 2 gennaio 2023 (archiviato dall'url originale il 10 febbraio 2015).
- (ES) Rafael Lazcano, Episcopologio agustiniano, vol. 1, Guadarrama, Editorial Agustiniana, 2014, ISBN 9788492645404.

### Codici, bolle, opere
- (LA) Codex Statutorum Magnifice Communitatis Atque Dioecæsis Alexandrinæ, Alessandria, Francesco Moscheni & fratelli, 1547. URL consultato il 2 gennaio 2023.
- (LA) Ludovico Antonio Muratori, Antiquitates Italicæ Medii Ævi, vol. 6, Mediolani, ex Typographia Societatis Palatinae in Regia Curia, 1742. URL consultato il 2 gennaio 2023.
- (LA) Konrad Eubel, Hierarchia Catholica Medii Ævi et Recentioris, vol. 1, Münster, Librariæ Regensbergianæ, 1913. URL consultato il 2 gennaio 2023.
- (LA) Konrad Eubel, Hierarchia Catholica Medii Ævi et Recentioris, vol. 2, 2ª ed., Münster, Librariæ Regensbergianæ, 1914. URL consultato il 2 gennaio 2023.
- (LA) Konrad Eubel e Guilelmus van Gulik, Hierarchia Catholica Medii Ævi, a cura di Ludwig Schmitz-Kallenberg, vol. 3, 2ª ed., Münster, Librariæ Regensbergianæ, 1923. URL consultato il 2 gennaio 2023.
- (LA) Patrice Gauchat, Hierarchia Catholica Medii Ævi, vol. 4, Münster, Librariæ Regensbergianæ, 1935. URL consultato il 2 gennaio 2023.
- (LA) Remigio Ritzler e Pirminum Sefrin, Hierarchia Catholica Medii Ævi, vol. 5, Padova, Il Messaggero di Sant'Antonio, 1952. URL consultato il 2 gennaio 2023.
- (LA) Remigio Ritzler e Pirminum Sefrin, Hierarchia Catholica Medii Ævi, vol. 6, Padova, Il Messaggero di Sant'Antonio, 1958. URL consultato il 2 gennaio 2023.
- (LA) Bolla "Beati Petri", in Bullarii Romani Continuatio, Tomo VII parte 2ª, Prato, Tipografia Aldina, 1852,  pp. 1490-1503. URL consultato il 2 gennaio 2023.
- (LA) Cum in oppido. Lettera apostolica (PDF), in Acta Apostolicæ Sedis, anno XXVIII, serie II, volume III, Roma, Typis Polyglottis Vaticanis, 1936. URL consultato il 2 gennaio 2023.

### Risorse in rete
- (EN) Alessandria della Paglia, in Catholic Encyclopedia, New York, Encyclopedia Press, 1913.
- Diocesi di Alessandria TV Channel, Diocesi di Alessandria. URL consultato il 6 marzo 2015.
- Stefano Tessaglia, Verbale della prima assemblea del presbiterio diocesano (PDF), su diocesialessandria.it, Diocesi di Alessandria, 24 ottobre 2013. URL consultato il 6 marzo 2015 (archiviato dall'url originale il 2 aprile 2015).
- Andrea Antonuccio, Ecco il nuovo decreto sulle Unità pastorali: il nostro Vescovo ci spiega di che cosa si tratta, su lavocealessandrina.it, La V comunicazione s.c., 25 Novembre 2022. URL consultato il 13 febbraio 2022.
- La storia di palazzo Inviziati, su http://www.diocesialessandria.it/, Diocesi di Alessandria. URL consultato il 2 gennaio 2023 (archiviato dall'url originale il 9 aprile 2016).